# Iona de Kiev
 (avril 2016).
Si vous disposez d'ouvrages ou d'articles de référence ou si vous connaissez des sites web de qualité traitant du thème abordé ici, merci de compléter l'article en donnant les références utiles à sa vérifiabilité et en les liant à la section « Notes et références ».
Iona de Kiev, de son nom de naissance Ivan Pavlovitch Mirochnitchenko, né en 1802 à Krementchouk et mort le 9 janvier 1902 à Kiev, est un saint orthodoxe, vénérable et thaumaturge. Il a été respecté comme starets déjà de son vivant. Saint Iona a fondé le Monastère de la Sainte Trinité à Kiev dans les années 1860. Maintenant ses reliques sont déposées dans ce monastère.

## Biographie
Né en 1802, Ivan est le fils de Pavel et Pélaguia Mirochnitchenko, habitant la bourgade de Krukovo du gouvernement de Poltava appartenant au district de Krementchouk. Les parents d’Ivan sont pauvres et ne peuvent donc pas lui donner une bonne éducation. Il s’instruit seulement par la lecture, mais est doué de hautes facultés intellectuelles et d’une bonne mémoire. Ivan lit beaucoup, surtout des livres édifiants et religieux. Très dévot, il fréquente les monastères dès son adolescence. Il s’installe chez saint Séraphin de Sarov, avec lequel il vit pendant huit ans, en apprenant l’art de la vie monastique. Ensuite, le vénérable Séraphin lui dit d’aller au monastère de Beloberezhsk de Briansk. Ivan y entre en 1836 comme novice. Il devint moine sous le prénom d'Iona en 1843 et il est ordonné diacre en 1845.
En 1851, Iona rencontre Filarete (Amphithéâtrov) métropolite de Kiev; selon la volonté de celui-ci, il est transféré au monastère Saint-Nicolas à Kiev, où il est ordonné prêtre en 1858. Deux ans plus tard en 1860, il est transféré au Monastère de Vidubitchi situé sur le terrain de Zvérinétsk. À cette époque, Zvérinétsk est situé à l’extérieur de Kiev. C’est un lieu très pittoresque situé en pleine nature. Déjà à cette époque, Iona se distingue parmi les moines par son expérience spirituelle et sa dévotion. Plusieurs habitants de Kiev aspirent à obtenir ses conseils et à devenir ses enfants spirituels.
Le 1er mars 1861, Iona a une vision de la Vierge dans une colonne de feu, entourée d’une foule de saints. Elle lui ordonne de construire un monastère dans ce lieu et lui prédit qu’un grand nombre d’hommes y seront sauvés. Le 9 mars, un autre miracle a lieu dans lequel la Vierge répète son ordre. Saint Iona commence la construction du monastère. La princesse Vaciltchikova, la femme du gouverneur général de Kiev, l’aide à recevoir le financement. À Saint-Pétersbourg, un nouveau miracle a lieu. À cette époque, il est très difficile d’obtenir l’autorisation pour édifier un monastère. C’est pourquoi les membres du Synode Sacré veulent le refuser à ce moine inconnu. Mais, le même jour, l’empereur Alexandre II, à qui revient la décision finale, est attaqué par un terroriste et à la vie miraculeusement sauve. Il vit cela comme un signe divin et permet la fondation du monastère. Sur le territoire du cloître est construit également un orphelinat, différents ateliers et le petit hôpital. La réputation de saint Iona se répand dans tout l’Empire russe. Par le décret du 17 janvier 1886, il est nommé supérieur de Kievo-Mégigorsky monastère de la Transfiguration à Kiev et élevé à la dignité d’archimandrite. Il meurt le 9 janvier 1902 à Kiev.

## Les reliques du saint
Durant les années 1960, alors que le gouvernement soviétique persécute les chrétiens, le caveau de saint Iona est détruit. Ses reliques sont profanées, sa tête et sa main droite sont arrachées. Les moines du monastère les ont inhumées au cimetière de Zvérinétsk.
À ce moment-là on découvre que son corps est incorrompu bien qu’il ait séjourné sous la terre pendant 64 ans. Même la peau restait claire et souple. Les reliques sont demeurées au cimetière de Zvérinétsk pendant 27 ans. En 1993, à la veille de la fête du prophète Iona, elles sont redécouvertes selon l’ordonnance de Vladimir, Métropolite de Kiev et de toute l'Ukraine. Les reliques sont remises au Monastère de la Sainte Trinité et sont à nouveau déposées dans le caveau, leur place précédente.

## La canonisation
En raison de la vénération d’Iona de Kiev et de l'abondance de miracles survenus par ses prières, le Saint Synode de l'Église orthodoxe ukrainienne prend la décision de sa canonisation le 22 novembre 1995. La mémoire de saint Iona est célébrée le 9 janvier selon le calendrier julien (le 22 janvier selon le calendrier grégorien).